# Fabien Doubey
Fabien Doubey, nascido a 21 de outubro de 1993 em Viriat, é um ciclista profissional francês que atualmente corre para a equipa Circus-Wanty Gobert.

## Palmarés
- 2016
  - 1 etapa do Tour de Jura